# Ma Ming-jü
Ma Ming-jü (Ma Mingyu) (马明宇, pinjin: Mǎ Míngyǔ; Csungking (Chongqing), 1972. augusztus 10. –) kínai válogatott labdarúgó.

## Fordítás
- Ez a szócikk részben vagy egészben  a   Ma Mingyu című angol Wikipédia-szócikk fordításán alapul.  Az eredeti cikk szerkesztőit annak laptörténete sorolja fel. Ez a jelzés csupán a megfogalmazás eredetét és a szerzői jogokat jelzi, nem szolgál a cikkben szereplő információk forrásmegjelöléseként.